# Isoguanin
Isoguanin ist eine heterocyclische organische Verbindung mit einem Puringrundgerüst. Es ist ein Isomer der Nukleinbase Guanin, wobei Aminogruppe und Carbonylgruppe die Plätze tauschen. Es ist unter anderem Bestandteil des Nukleosids Isoguanosin.

## Vorkommen
Isoguanin kommt jedoch nachweislich in der Krotonbohne, in Schmetterlingsflügeln (Prioneris thestylis) und in einem Weichtier vor. Es wurde in RNA aus Mäuseleberproben sowie in menschlichem Urin und Liquor identifiziert und quantifiziert.

## Verwendung
Isoguanin wird zusammen mit Isocytosin zur Untersuchung von ungewöhnlichen Basenpaarungen in der DNA herangezogen.